# Мірзообод
Мірзообо́д (тадж. Мирзообод) — село у складі Хатлонської області Таджикистану. Входить до складу Наврузького джамоату району Носірі Хусрава.
Назва села означає «місто правителя», складається з мирза (правитель) та обод (благоустрій). В радянські часи село називалось Мічурін.
Населення — 498 осіб (2017).